# Lubuk Bendahara Timur
Lubuk Bendahara Timur is een bestuurslaag in het regentschap Rokan Hulu van de provincie Riau, Indonesië. Lubuk Bendahara Timur telt 1803 inwoners (volkstelling 2010).